# Lumes

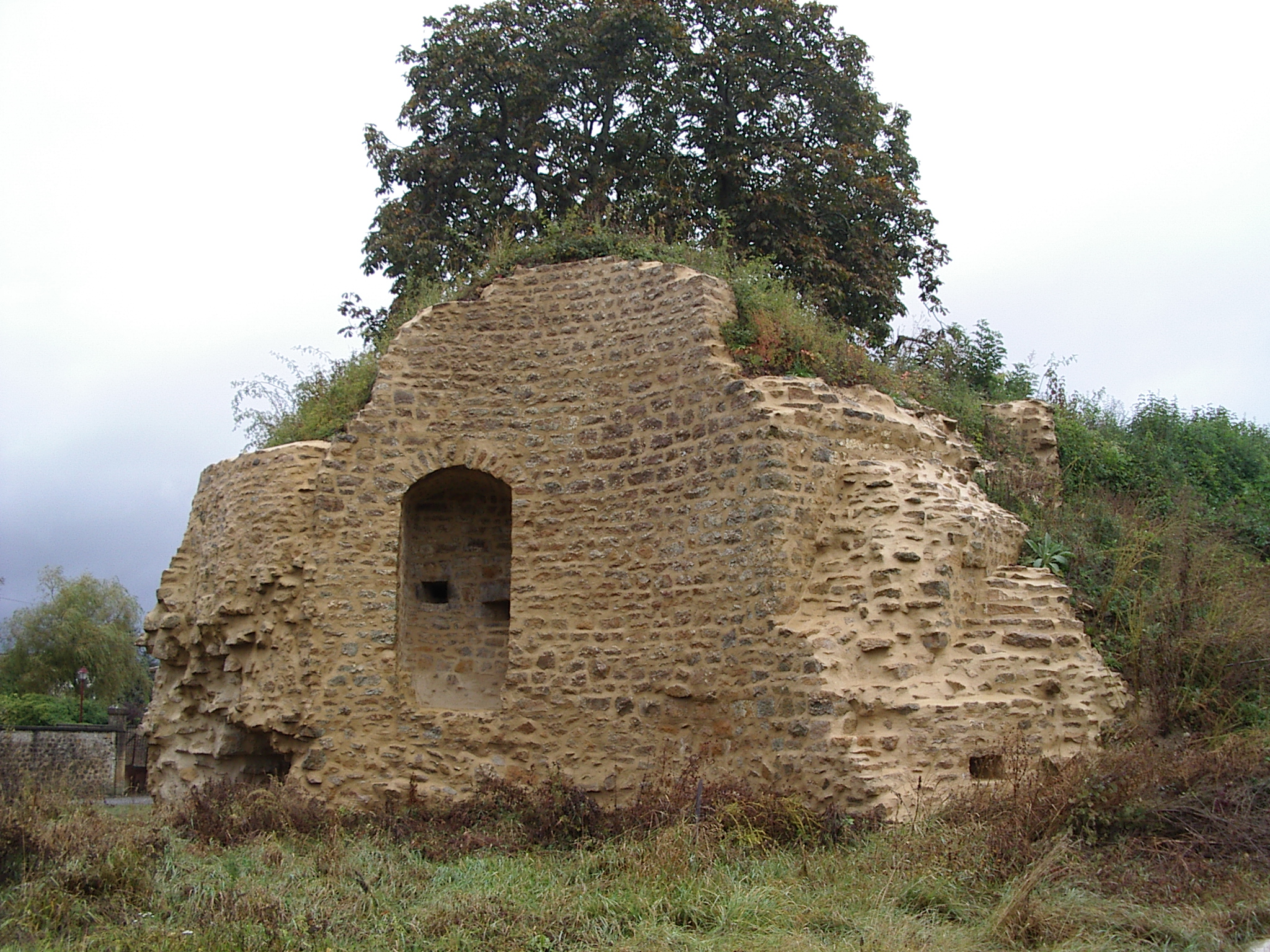
Vestiges du château.

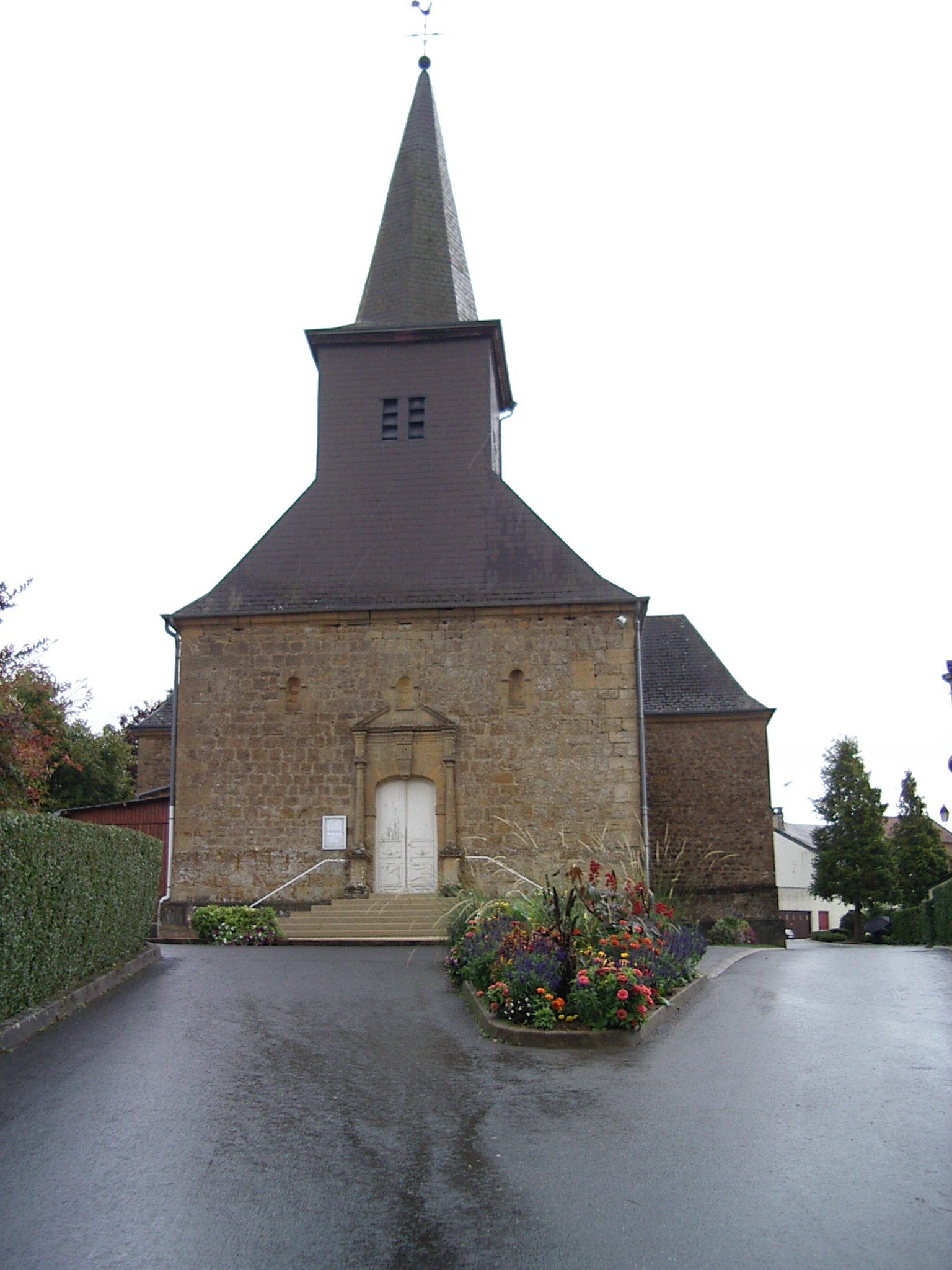
Église Saint-Brice.

Lumes est une commune française, située dans le département des Ardennes en région Grand Est. Ses habitants sont les Lumichonnes et les Lumichons.

## Géographie
Les communes limitrophes sont Les Ayvelles, Chalandry-Elaire, Nouvion-sur-Meuse, Saint-Laurent, Villers-Semeuse, Ville-sur-Lumes et Vivier-au-Court.

### Localisation
Située sur les bords de la Meuse, la ville est située entre Charleville-Mézières et Sedan. La ville est desservie par l'A34 et la gare SNCF de Lumes.

### Hydrographie
La commune est dans le bassin versant de la Meuse au sein du bassin Rhin-Meuse. Elle est drainée par la Meuse, le canal de l'Est Branche-Nord, la Fosse du Vivier A Pont et le ruisseau de la Truie,.
La Meuse, d'une longueur de 486 km, est un fleuve européen qui prend sa source en France, dans la commune du Châtelet-sur-Meuse, à 409 mètres d'altitude, et se jette dans la mer du Nord après un cours long d'approximativement 950 kilomètres traversant la France, la Belgique et les Pays-Bas. Elle longe la commune sur son flanc ouest, s'écoulant du nord vers le sud  sur une longueur d'environ 1,3 km.
Le canal de l'Est Branche-Nord, d'une longueur de 141 km, est un chenal et un cours d'eau naturel navigable qui relie Givet à Troussey, où il rejoint le canal de la Marne au Rhin. Il se superpose, dans la commune, à la Meusesur une longueur d'environ 0,5 km.

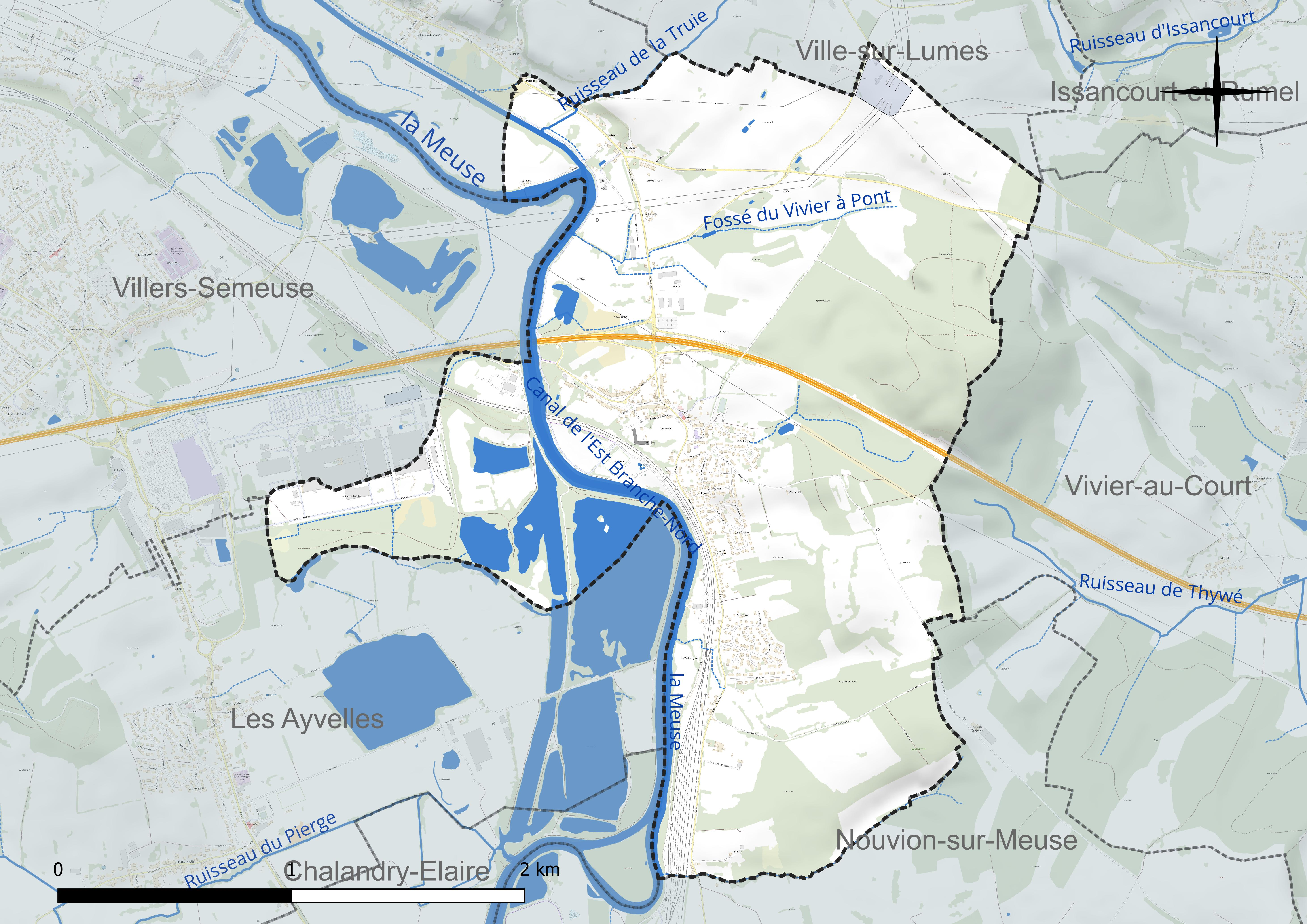
Réseau hydrographique de Lumes.

### Climat
Pour des articles plus généraux, voir Climat du Grand Est et Climat des Ardennes.
En 2010, le climat de la commune est de type climat des marges montargnardes, selon une étude du Centre national de la recherche scientifique s'appuyant sur une série de données couvrant la période 1971-2000. En 2020, Météo-France publie une typologie des climats de la France métropolitaine dans laquelle la commune est exposée à un climat océanique altéré et est dans la région climatique Lorraine, plateau de Langres, Morvan, caractérisée par un hiver rude (1,5 °C), des vents modérés et des brouillards fréquents en automne et hiver.
Pour la période 1971-2000, la température annuelle moyenne est de 9,8 °C, avec une amplitude thermique annuelle de 15,6 °C. Le cumul annuel moyen de précipitations est de 932 mm, avec 13,3 jours de précipitations en janvier et 9,5 jours en juillet. Pour la période 1991-2020, la température moyenne annuelle observée sur la station météorologique de Météo-France la plus proche, « Charleville-Méz. », sur la commune de Charleville-Mézières à 6 km à vol d'oiseau, est de 9,9 °C et le cumul annuel moyen de précipitations est de 928,4 mm. 
La température maximale relevée sur cette station est de 39,2 °C, atteinte le 25 juillet 2019 ; la température minimale est de −17,5 °C, atteinte le 1er janvier 1997,,.
Les paramètres climatiques de la commune ont été estimés pour le milieu du siècle (2041-2070) selon différents scénarios d'émission de gaz à effet de serre à partir des nouvelles projections climatiques de référence DRIAS-2020. Ils sont consultables sur un site dédié publié par Météo-France en novembre 2022.

## Urbanisme

### Typologie
Au 1er janvier 2024, Lumes est catégorisée bourg rural, selon la nouvelle grille communale de densité à 7 niveaux définie par l'Insee en 2022.
Elle est située hors unité urbaine. Par ailleurs la commune fait partie de l'aire d'attraction de Charleville-Mézières, dont elle est une commune de la couronne,. Cette aire, qui regroupe 132 communes, est catégorisée dans les aires de 50 000 à moins de 200 000 habitants,.

### Occupation des sols
L'occupation des sols de la commune, telle qu'elle ressort de la base de données européenne d’occupation biophysique des sols Corine Land Cover (CLC), est marquée par l'importance des territoires agricoles (60,5 % en 2018), une proportion sensiblement équivalente à celle de 1990 (60,8 %). La répartition détaillée en 2018 est la suivante : 
prairies (48,2 %), forêts (18,5 %), zones agricoles hétérogènes (12,3 %), eaux continentales (8 %), zones urbanisées (7,9 %), zones industrielles ou commerciales et réseaux de communication (5,1 %). L'évolution de l’occupation des sols de la commune et de ses infrastructures peut être observée sur les différentes représentations cartographiques du territoire : la carte de Cassini (XVIIIe siècle), la carte d'état-major (1820-1866) et les cartes ou photos aériennes de l'IGN pour la période actuelle (1950 à aujourd'hui).

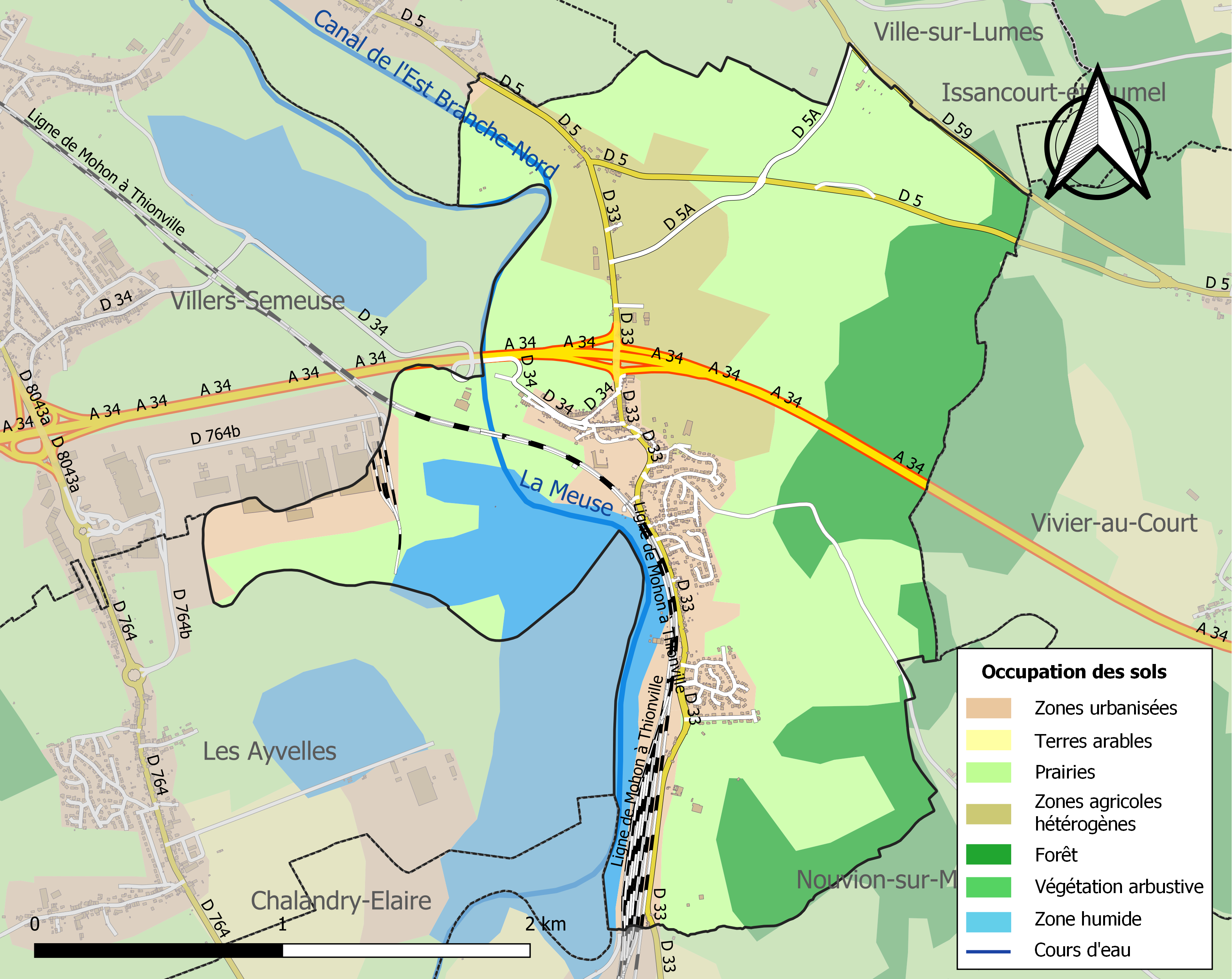
Carte des infrastructures et de l'occupation des sols de la commune en 2018 (CLC).

## Démographie
L'évolution du nombre d'habitants est connue à travers les recensements de la population effectués dans la commune depuis 1793. Pour les communes de moins de 10 000 habitants, une enquête de recensement portant sur toute la population est réalisée tous les cinq ans, les populations de référence des années intermédiaires étant quant à elles estimées par interpolation ou extrapolation. Pour la commune, le premier recensement exhaustif entrant dans le cadre du nouveau dispositif a été réalisé en 2008.

En 2022, la commune comptait 1 103 habitants, en évolution de −4,5 % par rapport à 2016 (Ardennes : −2,97 %, France hors Mayotte : +2,11 %).
| 1793 | 1800 | 1806 | 1821 | 1831 | 1836 | 1841 | 1846 | 1851 |
| ---- | ---- | ---- | ---- | ---- | ---- | ---- | ---- | ---- |
| 204  | 245  | 225  | 260  | 274  | 286  | 301  | 313  | 362  |

| 1866 | 1872 | 1876 | 1881 | 1886 | 1891 | 1896 | 1901 | 1906 |
| ---- | ---- | ---- | ---- | ---- | ---- | ---- | ---- | ---- |
| 322  | 294  | 281  | 309  | 286  | 292  | 292  | 306  | 348  |

| 1911 | 1921 | 1926 | 1931 | 1936 | 1946 | 1954 | 1962 | 1968 |
| ---- | ---- | ---- | ---- | ---- | ---- | ---- | ---- | ---- |
| 532  | 869  | 855  | 912  | 865  | 883  | 909  | 966  | 951  |

| 1975 | 1982  | 1990  | 1999  | 2006  | 2008  | 2013  | 2018  | 2022  |
| ---- | ----- | ----- | ----- | ----- | ----- | ----- | ----- | ----- |
| 963  | 1 116 | 1 251 | 1 224 | 1 144 | 1 121 | 1 172 | 1 129 | 1 103 |

## Héraldique
| Armes de Lumes | Les armes de Lumes se blasonnent ainsi : Parti d’azur et de gueules à l’aigle d’argent becquée et membrée d’or brochant sur le tout. |

## Lieux et monuments
- Le château de Lumes : on peut visiter les restes d'un château médiéval du XIVe siècle. La partie restante est séparée en deux parties : une aire de jeux pour enfants et une exploitation. On peut apercevoir deux tours, ainsi que les meurtrières. L'édifice est inscrit au titre des monuments historiques en 1994[26].
- L'église Saint-Brice (XIXe siècle) du village possède un reliquaire de saint Brice.

## Fêtes et divertissements
La commune de Lumes organise chaque année une fête municipale qui dure trois jours le premier week-end de juillet, elle est clôturée par un feu d'artifice.
Il y a aussi une fête le 13 juillet au soir avec un défilé aux lampions dans le village. Elle se termine par un feu d'artifice.
La brocante communale est organisée chaque année le premier dimanche du mois de mai. (Sauf jour de scrutin, la date est alors modifiée d'une semaine).